# اتصال لب به لب
اتصال  لب به لب تکنیکی است که در آن دو تکه ماده به سادگی با قرار دادن انتهای آنها به هم و بدون هیچ گونه فرم دهی خاصی به یکدیگر متصل می شوند. نام "اتصال لب به لب" از چگونگی اتصال مواد به یکدیگر گرفته شده است.
اتصال لب به لب ساده ترین اتصال برای ساخت است زیرا فقط شامل بریدن مواد به طول مناسب و چسباندن آنها به یکدیگر است. همچنین ضعیف ترین نوع اتصال ممکن است ؛  مگر اینکه از نوعی تقویت کننده استفاده شود ، که برای نگه داشتن دو تکه به تنهایی ، به چسب یا جوش متکی است. از آنجایی که جهت گیری مواد معمولاً تنها یک سر را به یک سطح چسبنده یا جوشکاری طولانی نشان می دهد، اتصال حاصل ذاتاً ضعیف است. با این وجود، به طور کلی در اکثر موارد، به ویژه هنگامی که از تقویت کننده ها  استفاده می شود، استحکام کافی را فراهم می کند. اتصال لب به لب به دلیل سادگی ، به طور گسترده در بسیاری از کاربردها،   به ویژه در نجاری و ساخت و ساز استفاده می شود.

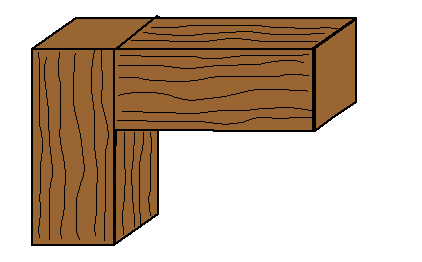
شماتیک کلی اتصال لب به لب

## روش‌ها
برای غلبه بر ضعف ذاتی، مفاصل جوش لب به لب  معمولاً با یکی از روش های زیر تقویت می شوند:

### الف ) اتصال لب به لب از نوع (Nailed)
این رایج ترین شکل اتصال لب به لب در ساخت و ساز ساختمان است. اعضا به هم نزدیک می شوند و تعدادی میخ برای نگه داشتن آنها در جای خود فرو می روند. تکنیک کج کردن میخ به گونه ای اعمال می شود که میخ ها موازی یکدیگر نباشند و در مقابل جدا شدن مفصل مقاومت کنند. این شکل از اتصال لب به لب به ندرت در ساخت مبلمان استفاده می شود.
 موارد استفاده برای:  قاب بندی در ساخت و ساز ساختمان، مانند قاب بندی پلتفرم ساخت جعبه / کابینت / قاب اولیه یا موقت اسباب بازی های چوبی

### ب) اتصال لب به لب تقویت شده با رولپلاک
اتصال لب به لب تقویت شده با رولپلاک یا به طور ساده اتصال رولپلاک سالهاست که یک روش بسیار رایج برای تقویت اتصالات  در مبلمان بوده است. آنها در ساخت قاب و سطح اتصال مشترک کاربرد دارند. اتصالات رولپلاک در صندلی ها، کابینت ها، پانل ها و رومیزی ها بسیار محبوب هستند. آنها همچنین برای کمک به تراز در طول چسب استفاده می شوند.  این تکنیک شامل برش اعضا به اندازه و سپس سوراخ کردن یک سری حفره در سطح مشترک هر عضو است. سوراخ‌ها اغلب با کمک یک رولپلاک حفر می‌شوند که به قرارگیری دقیق سوراخ‌ها کمک می‌کند - دقت در این تکنیک برای اطمینان از اینکه اعضا به‌طور کامل در اتصال تکمیل‌شده قرار می‌گیرند بسیار مهم است. سوراخ ها به گونه ای ایجاد می شوند که در هر عضو سوراخ های مربوطه وجود دارد که رولپلاک های کوتاه با مقداری چسب در داخل آن قرار می گیرند. محل اتصالات به هم نزدیک می شود و تا زمانی که چسب خشک شود گیره می شود. این یک مفصل تولید می کند که بسیار قوی تر از یک مفصل لب به لب بدون تقویت کننده  است. رولپلاک ها حتی پس از خراب شدن چسب مقداری استحکام نگه دارنده دارند. با گذشت زمان، رولپلاک ها ممکن است جمع شوند و شل شوند. آنها به دلیل سرعت متفاوتی که چوب با جهت گیری های مختلف دانه حرکت می کند، شکل بیضی به خود می گیرند. رولپلاک های شل به مفصل اجازه می دهد تا خم شود، اگرچه ممکن است از هم گسسته نشوند. این پدیده در صندلی‌های شکسته و جعبه‌های کتاب فرسوده ، مشهود است. به همین دلیل، اتصالات رولپلاک برای مبلمان باکیفیت ترجیح داده نمی شود.
یکی از انواع روش رولپلاک که برای تقویت استحکام استفاده می شود، استفاده از رولپلاک میلر به جای رولپلاک استوانه ای مستقیم معمولی است. رولپلاک میلر یک رولپلاک پلکانی است و با مته پلکانی مخصوص سوراخ می شود.این رولپلاک از سطح بیرونی قطعه قاب برای اتصال سوراخ می شود و بنابراین معمولاً پس از خشک شدن چسب یک رولپلاک آشکار بیرون زده و سر رولپلاک اضافی معمولاً برش داده می شود. مزایای رولپلاک استفاده شده در این روش در رسانه های مختلف که این روش را تبلیغ می کنند، ثبت شده است، اما یکی از مزایایی که نباید نادیده گرفته شود، سرعت مونتاژ است. اتصال لب به لب اغلب می تواند به طور موقت و گاهی اوقات با دقت بیشتری با چسب ساده به هم وصل شود، که امکان تنظیم سریع تر از روش های هم ترازی خسته کننده معمول در بالا را فراهم می کند. پس از خشک شدن چسب، از یک یا چند رولپلاک میلر برای تقویت اتصال استفاده می شود. تراش رولپلاک و سنباده زدن سطح و به دنبال آن ادامه فرایند به طور معمول انجام می شود. مشکلات تراز کور رولپلاک های شناور عملاً با استفاده از رولپلاک میلر برطرف می شود. با این حال، اگر انتهای رولپلاک در معرض دید ، از نظر شکل ظاهری قابل قبول نباشد، در همه پروژه‌ها استفاده از روش رولپلاک پلکانی مناسب نیست.

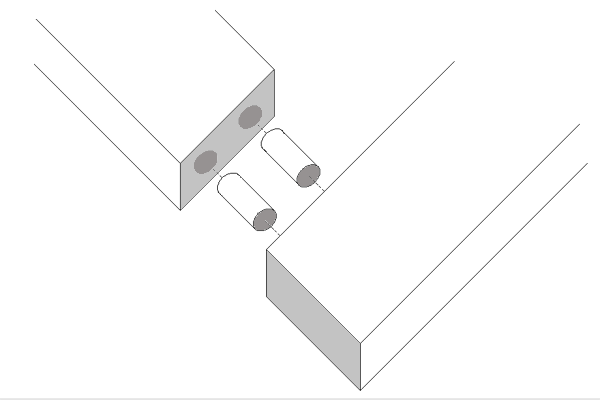
شماتیک اتصال لب به لب از نوع (Nailed)

### ج)  اتصال لب به لب تراشه چوبی تقویت شده(Biscuit)
اتصال لب به لب تقویت شده با تراشه چوبی (Biscuit) یک نوآوری نسبتاً جدید در ساخت مفاصل لب به لب است. این روش عمدتاً در ساخت بدنه و قاب مورد استفاده قرار می گیرد تراشه چوبی (Biscuit) قطعه ای بیضی شکل از چوب مخصوص خشک شده و فشرده، معمولاً راش است که در هر دو عضو مفصل به شکلی شبیه به بند شل یا شناور نصب می شود. اتصالات تراشه چوبی (Biscuit) هم در ساخت قاب و هم در ساخت بدنه رایج است. 
آنها به ویژه برای چسباندن پنل مورد استفاده هستند زیرا تراز اعضای پنل را تسهیل می کنند.  برای ایجاد خمیر برای تراشه چوبی (Biscuit)، معمولاً به یک اتصال دهنده چوبی به نام  (Biscuit) نیاز است. روش های دیگری نیز برای برش شکاف وجود دارد، مانند قیچی برش شکاف در روتر، اما اتصال Biscuitرایج ترین است. دقت در ایجاد این شیار ها آنقدر مهم نیست که محل اتصال بیسکویت طوری طراحی شده است که در حین چسباندن کمی انعطاف پذیری ایجاد کند. شیار باید در فاصله صحیح از سطح اتصال در هر دو عضو قرار گیرد، اما پهنای شیار آنقدرها هم مهم نیست.
هنگامی که شیار ها بریده شدند، بیسکویت را با مقداری چسب وارد می‌کنند و محل اتصال را به هم نزدیک می‌کنند، سپس اتصال دهنده ها را تراز می‌کنند و می‌بندند. بیسکویت مقداری رطوبت را از چسب جذب می کند و در خمیر متورم می شود و یک اتصال محکم ایجاد می کند.  بیسکویت ها در اندازه های مختلف برای مقاصد مختلف موجود هستند. همچنین استفاده از بیش از یک بیسکویت در کنار یکدیگر در زمانی که اعضا ضخیم هستند، معمول است.  
موارد استفاده برای: نازک کاری قاب (مانند قاب های صورت، قاب های وب، پایه های میز تا پیش بند، پایه های صندلی) ، ساخت بدنه کابینت (به عنوان مثال از طرفین بدنه به بالا و پایین، قفسه بندی/پارتیشن ثابت) ، مونتاژ پانل (برای تراز کردن) چسباندن قاب ها به کابینت پایین

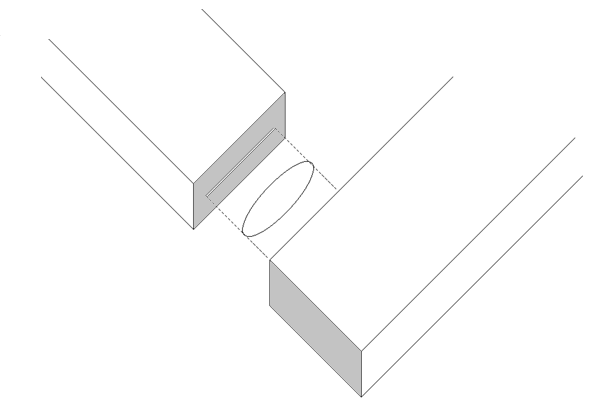
شماتیک اتصال لب به لب چوبی تقویت شده

### د) اتصال لب به لب با پیچ (screwed butt joint)
در اتصال لب به لب پیچ شده از یک یا چند پیچ استفاده می شود که پس از به هم رساندن اتصال دهنده ها  وارد می شود. پیچ ها معمولاً در لبه ای در سمت دانه بلند یک عضو قرار می گیرند و از طریق اتصال دهنده به قسمت انتهایی عضو مجاور امتداد می یابند. به همین دلیل به پیچ های بلند (معمولاً 3 برابر ضخامت عضو) برای اطمینان از میزان کشش کافی ،  نیاز است.
این اتصالات نیز ممکن است چسبانده شوند، اگرچه ضرورتی برای آن وجود ندارد. در کار با چوب جامد معمولاً سوراخی در قاب یا عضو بدنه ایجاد می شود تا سر پیچ را پنهان کند. این کار ، همچنین اجازه می دهد تا قسمت بیشتری از بدنه پیچ به عضو مجاور برای کشش بیشتر نفوذ کند. پس از وارد شدن پیچ به محل اتصال، می‌توان سوراخ را با یک قطعه رولپلاک با اندازه مناسب یا یک پلاگ چوبی که از یک برش از همان الوار برش داده شده است، پر کرد.  همچنین سیستم های تجاری برای اتصالات لب به لب پیچ دار وجود دارد که در آن یک درپوش پلاستیکی به همراه پیچ ارائه می شود تا پس از به خانه بردن محصول ، به سر پیچ ثابت شود. برای این بست ها نیازی به سوراخ نیست. این سیستم بیشتر در محصولات تخته ای تولید شده رایج است. 
اتصال لب به لب پیچ در نازک کاری قاب و بدنه رایج است. آشپزخانه های مدولار به طور منظم از این روش ثابت استفاده می کنند.  موارد استفاده برای: 
• نازک کاری قاب (مانند قاب های صورت، قاب های وب، چارچوب درها) 
• ساخت بدنه کابینت (کنار بدنه به بالا و پایین، قفسه بندی ثابت/پارتیشن)

### و)اتصال لب به لب با پیچ های سوراخ دار
این نوعی از اتصال لب به لب با پیچ است که در آن پیچ ها در سوراخ های کوچک ایجاد شده در قسمت پشتی یکی از اعضای اتصال قرار می گیرند. پیچ ها به صورت دانه های متقاطع در عضو مجاور گسترش می یابند، بنابراین می توان از پیچ های بسیار کوتاه تری استفاده کرد.
این روش زمانی ترجیح داده می شود که لبه های قاب قابل مشاهده باشد. سوراخ های پاکت برای تکمیل نیاز به دو عملیات سوراخکاری نیاز دارند. اولین مورد، سوراخ کردن خود سوراخ پاکت است که سر پیچ را در داخل عضو قرار می دهد. این سوراخ 1⁄4 اینچ (6.4 میلی متر) یا بیشتر از لبه عضو قاب متوقف شده ، است.
مرحله دوم، سوراخ کردن یک سوراخ پایلوت متحدالمرکز با سوراخ پاکتی است که از لبه عضو امتداد دارد. سوراخ پیلوت به پیچ اجازه می دهد تا از داخل عضو  به سمت عضو مجاور عبور کند. این عملیات سوراخکاری دو مرحله ای ممکن است با دو مته با اندازه های مختلف انجام شود، با این حال بیت های پلکانی خاصی برای انجام عملیات در یک پاس وجود دارد. عملیات سوراخکاری اغلب توسط یک جک سوراخ پاکت تسهیل می شود که به کاربر اجازه می دهد سوراخ پاکت را در زاویه صحیح و به عمق مناسب سوراخ کند.  موارد استفاده برای: 
• نازک کاری قاب (مانند قاب های صورت، قاب های وب، چارچوب درها) 

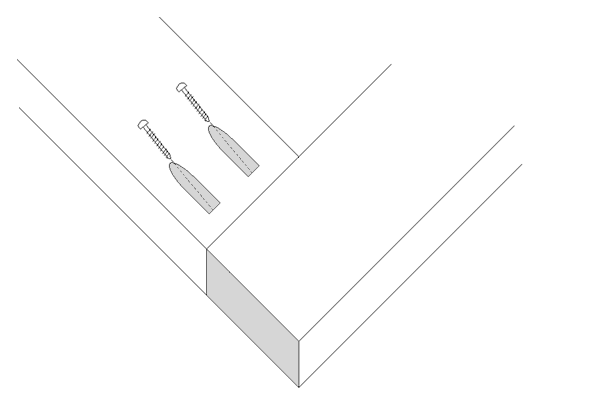
شماتیک اتصال لب به لب با پیچ های سوراخ دار

• چسباندن قاب های صورت به کابینت

### ه) بست هایبادامک
بست بادامک یک بست دو قسمتی است که اغلب در مبلمان و تخت استفاده می شود. این ترکیب شامل یک پایه بادامک (یا رولپلاک بادامک)، با انتهای رزوه‌دار و یک سر، و یک قفل بادامک (یا مهره بادامک یا به سادگی بادامک)، با یک شیار محیطی است که برای قفل شدن روی سر میله در هنگام بادامک طراحی شده است و به صورت عمود بر محور بست می چرخد.
معمولاً برای چسباندن لبه یک قطعه تخته خرده چوب ، به صفحه دیگر از آن استفاده می شود.  پایه بادامک در یک سوراخ از پیش دریل شده در وجه یک قطعه پیچ می شود، به طوری که سر بست و بخش بزرگتر بیرون زده است. قفل بادامک در یک سوراخ استوانه ای در نزدیکی لبه قطعه دوم قرار می گیرد که دارای یک سوراخ از پیش سوراخکاری شده از کنار چاه تا لبه قطعه است. با تراز شدن بادامک برای قرار دادن سر بست، دو قطعه به هم نزدیک می شوند، به طوری که سر بست در داخل بادامک قرار می گیرد. سپس بادامک با یک پیچ گوشتی چرخانده می شود و سر بست را می گیرد و قطعات را به هم می کشد و قفل می کند.